# 쇠렌 키르케고르와 프리드리히 니체
대부분의 연구자는 프리드리히 니체 (1844–1900)가 19세기 철학자 쇠렌 키르케고르 (1813–1855)를 조금 알고 있었을 것이라고 믿는다. 덴마크의 철학자 게오르크 브란데스(Georg Brandes)가 1888년에 니체에게 키르케고르의 저서를 연구할 것이냐고 묻자, 니체는 그렇게 하겠다고 응답했다. 하지만 니체는 바로 다음해인 1889년부터 제 정신이 아니었고, 그 이전에 키르케고르 연구를 하지는 못했을 것으로 보인다.
그러나 최근 연구자는 니체가 이차 문헌을 통해 키르케고르의 저서를 "이미" 접했었다고 주장한다. 브란데스의 진술을 제쳐놓고 보면, 니체는 한스 라쎈 마르텐센의 《기독교 윤리》(Christliche Ethik) (1873)의 복사본을 읽었으며 그 책을 갖고 있었다. 마르텐쎈은 종교와 윤리 분야에서 키르케고르의 개인주의에 대해 기록했다. 니체는 또한 키르케고르의 심리학을 상세히 설명하고 비판한 책으로 해럴드 회프딩(Harald Høffding)이 쓴 《Psychologie in Umrissen auf Grundlage der Erfahrung》(편집.1887)을 읽었다. 토마스 브롭저는 니체의 저서 중 부분적으로는 마르텐쎈의 저서에 대한 반응으로 기록된 한 권이 키르케고르에 대하여 쓴 것이라고 생각한다. 니체는 다음과 같이 썼다. "다른 한편으로, 소크라테스의 뒤를 따르며, 개인에게 자기 제어의 도덕성과 스스로에게 이익이 되며 행복을 이루는 개인적인 열쇠로서의 절제를 제공하는 이러한 도덕가들은, 예외이다." 브롭저는 키르케고르가 "이러한 도덕가들" 중 한 사람이라고 믿는다.
키르케고르와 니체 모두 실존주의의 선구자로 간주되며, 합리적이고 관념적인 철학과 철학의 조직적인 구조를 비판했다. 두 철학자 모두 꽤 비조직적인 방식으로 글을 썼으며 유사한 문체를 지녔다. 그들은 자신의 생각에 기독교 국가가 그 나라의 주민 전체에게 주는 해로운 효과라고 판단한 것을 공격했다. 키르케고르와 니체는 기독교 교회가 기독교 신앙을 잘못된 방향으로 오해하고 있다고 비난했지만, 개인의 삶에서 종교가 중요한 부분으로 계속 남아있을 것인지에 대해서는 견해를 달리했다. 키르케고르는 기독교를 믿었고, 신앙은 기독교 국가의 안정적이며 사회적인 모임에 의해 제공되는 것이라기 보다는, 공포와 기쁨으로 충만한 좀 더 개인적이고 인격적인 체험이라고 생각했다. 반면에 니체는 기독교도가 자신의 개인적인 약함을 보충하려고 기독교에 빌붙는다고 생각했다.(니체는 기독교가 퇴폐적인 종교라고 보았다.)

## 비교의 요점
20세기를 거치면서, 키르케고르 철학과 니체 철학의 비교를 연구하는 경우가 증가하였다. 두 철학자를 이러한 측면에서 연구한 탁월한 학자에는 게오르크 브란데스, 카를 야스퍼스, 장 폴 사르트르, 카를 뢰비스가 포함된다.
J. 켈렌버거는 그의 저서인 "키르케고르와 니체"(Kierkegaard and Nietzsche)에서 두 철학자를 비교할 때 중요한 점을 다음과 같이 정리하였다.
- 두 사람은 삶이 비슷하다. 예를 들면:
  - 키르케고르의 약혼녀 레기네 올센과 니체의 친구 루 안드레아스 살로메
  - 열정적으로 글을 쓰던 시기에 두 사람 모두 한 해에 책을 한 권씩 펴냈다.(키르케고르: 1843-1850; 니체 1878-1888)
- 키르케고르와 니체는 삶과 철학에 열정을 지니고 있었다.
- 키르케고르의 신앙의 기사(knight of faith)와 니체의 초인(Übermensch:위버맨쉬)
- 키르케고르와 니체 모두 심리학에 관심이 있었다. (키르케고르의 신앙에 기반을 둔 심리학 - 니체의 힘에 기반을 둔 심리학)
- 키르케고르와 니체 모두 종교에 관심이 있었다. (키르케고르의 종교 수용 - 니체의 종교 거부)
- 키르케고르가 《두려움과 떨림》에서 쓴 인물 아브라함과 니체가 《짜라투스트라는 이렇게 말했다》에서 등장시킨 인물 짜라투스트라'('Zarathustra)
- 키르케고르의 신앙의 기쁨과 니체의 인생에 대한 즐거운 수락
- 키르케고르의 군중("crowd")과 니체의 군중("herd": 가축 "떼"의 의미로 경멸적인 용어)

## 같이 보기
- 쇠렌 키르케고르의 철학
- 프리드리히 니체의 철학

## 참조
- 《키르케고르냐 니체냐: 도덕 철학의 새로운 열쇠》(Either Kierkegaard/or Nietzsche: Moral Philosophy in a New Key), 톰 P. 앙기에르(Tom P. Angier) (Ashgate Publishing, 2006).
- 윌리엄 후벤(William Hubben). 《도스토옙스키, 키에르케고르, 니체, 카프카: 우리 운명의 네 예언자》, New York: Collier Books, 1962.
- 《키르케고르와 니체》(Kierkegaard and Nietzsche), J. 켈렌버거(J. Kellenberger), (St. Martin's Press Inc, 1997).
- 《기록과 토론: 키르케고르에 대한 니체의 지식》(Notes and Discussions: Nietzsche's Knowledge of Kierkegaard) 토마스 브롭저(Thomas H. Brobjer). 철학사 저널(Journal of the History of Philosophy) - Volume 41, Number 2, 2003년 4월, pp. 251-263
- 《이성과 실존》(Reason and Existenz)  카를 야스퍼스, (Marquette University Press, 1996, ISBN 0-87462-611-0).